# Sztuka chińska

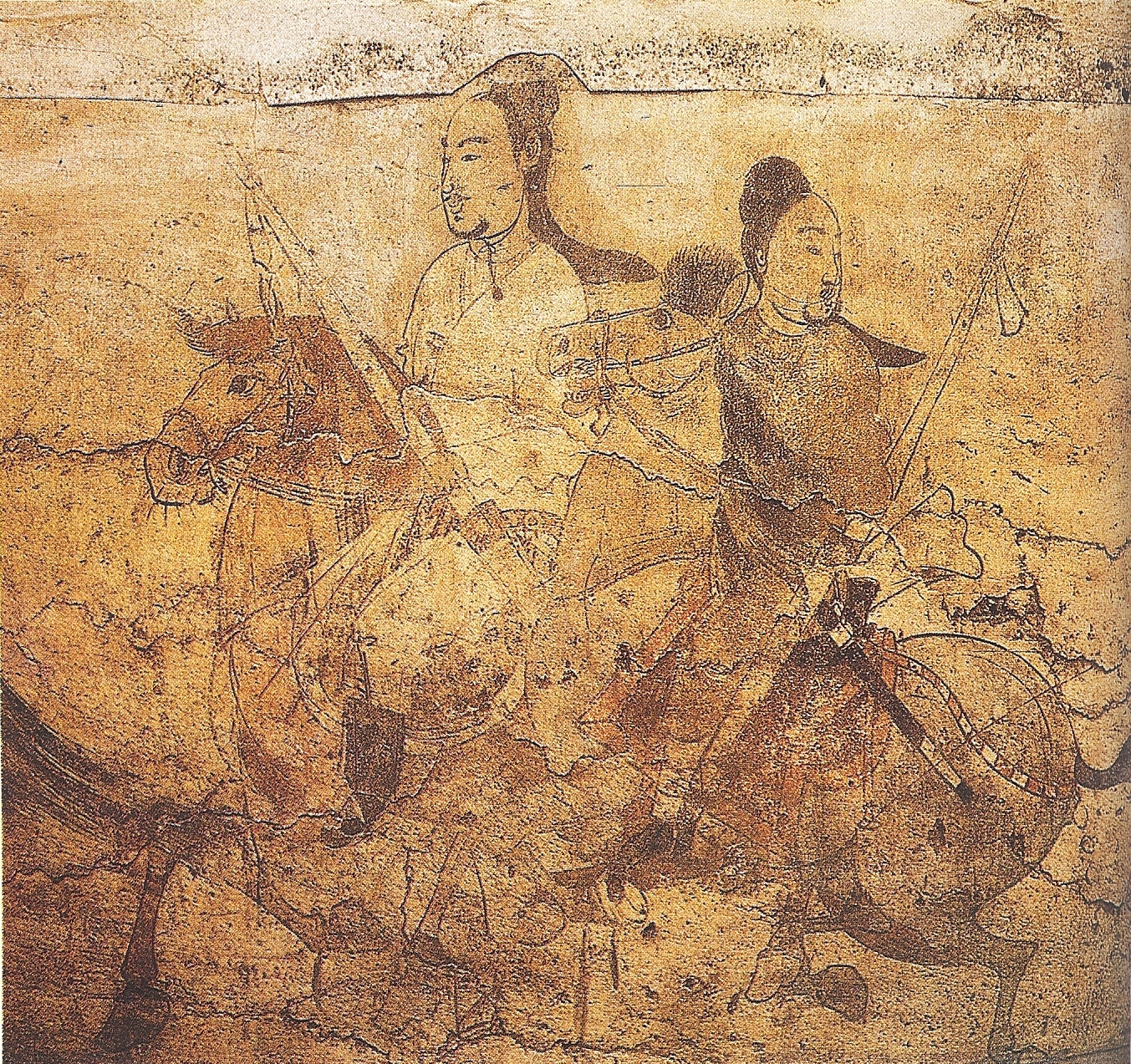
Scena przedstawiająca dwóch jeźdźców – malarstwo naścienne w grobowcu Lou Rui w Taiyuan, w prowincji Shanxi, z czasów północnej dynastii Qi (550–577). Instytut Archeologiczny Shaanxi

Sztuka chińska należy do najstarszych na świecie. Jej początki sięgają czasów neolitu. Systemy filozoficzne i religijne wykształcone na terytorium Chin cechuje poszanowanie rodzimej tradycji i tolerancja dla innych kultur. Są to podstawy, na których oparta jest ciągłość, łatwość asymilacji napływowych elementów i pewien konserwatyzm cechujący sztukę chińską. Dodatkowym czynnikiem wpływającym na kształtowanie się kultury Chin była względna izolacja państwa, odciętego od sąsiadów naturalnymi, trudnymi do przebycia granicami. Sztuka chińska wywierała też silny wpływ na inne państwa: Koreę, Japonię, Tybet i Mongolię.
Pierwsze bezpośrednie spotkanie sztuki chińskiej z europejską miało miejsce po podróżach i odkryciach Marco Polo. Masowy napływ jedwabiu, porcelany, wyrobów z laki itp., niekoniecznie o najwyższych walorach artystycznych, wyrobił opinię o chińskiej sztuce jako zjawisku związanym przede wszystkim z twórczością rzemieślniczą. Masowy import i moda na chinoiserie, odegrała znaczącą rolę w kształtującym się stylu rokoko. Dopiero w XVIII wieku architekt i podróżnik William Chambers wydał kilka publikacji o architekturze i sztuce ogrodowej. Jednakże proces poznawania kultury chińskiej rozpoczął się dopiero z początkiem lat trzydziestych XX wieku.
Podział sztuki chińskiej związany jest z historią Chin i panującymi dynastiami.

## Pradzieje
Badania archeologiczne wskazują, że kolebką kultury chińskiej był obszar położony w pobliżu Rzeki Żółtej (Huang He). Na północ, w jaskiniach Zhoukoudian, położonych na południowy zachód od Pekinu oraz w okolicach miejscowości Lantian (dolina rzeki Pa, prowincja Shaanxi), odnaleziono najstarsze ślady człowieka: narzędzia kamienne, kości zwierząt, ślady ognia, kości homo erectus. Najstarsze ślady datowane są na okres górnego plejstocenu (górny paleolit). Znaleziska określane są wspólną nazwą kultur Zhoukoudian.
Z okresem późnego neolitu związane są nieco lepiej poznane kultury rolnicze, związane z uprawą prosa, hodowlą zwierząt (kóz, świń i bydła):
- Yangshao – związana z obszarem położonym nad środkowym biegiem Huang He, zajmowanym przez prowincje Henan, Shanxi, Shaanxi. Czas jej trwania datowany jest na koniec V tysiąclecia p.n.e. do końca IV tysiąclecia p.n.e. Kultura znana jest z wyrobów ceramicznych wykonywanych na wolnoobrotowych kołach garncarskich lub lepionych ręcznie. Część wyrobów pozbawiona jest dekoracji (najprawdopodobniej są to naczynia codziennego użytku) oraz waz, czar i urn grzebalnych malowanych na szarym, brązowym lub czerwonym tle farbami w kolorach: czarnym, czerwonym, żółtym i białym, dekoracjami w kształcie spiral i innych figur geometrycznych (rombów, kwadratów, trójkątów) oraz zgeometryzowanych twarzy. Rytmicznie powtarzalny ornament najprawdopodobniej miał związek z rytuałami magicznymi. Przypuszcza się, że spirale symbolizowały wodę, zygzaki błyskawice, a meandry chmury. Odkryte domy zbudowano na planie koła lub kwadratu o zaokrąglonych narożnikach.

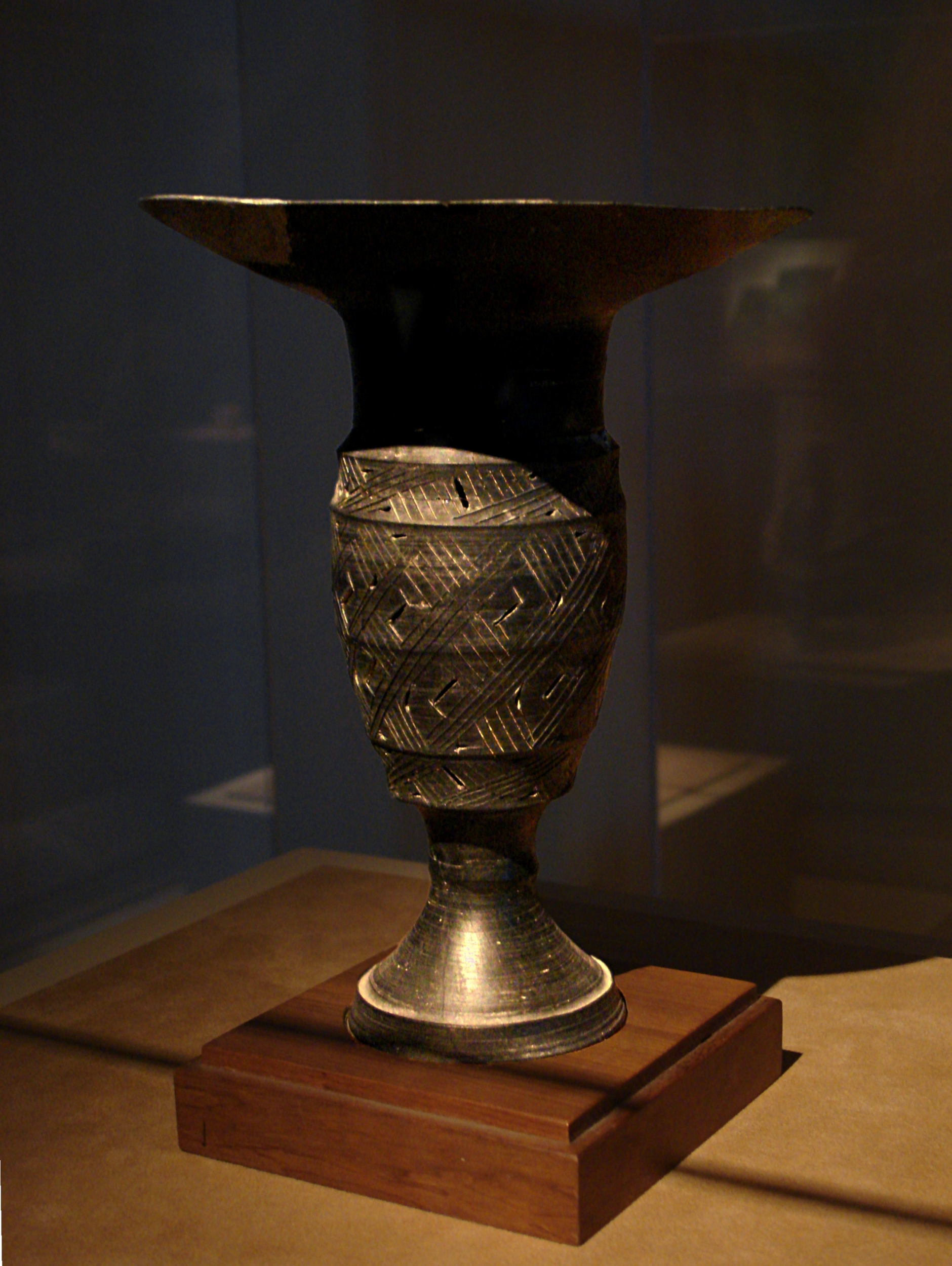
Kielich z czarnej cienkiej ceramiki z epoki Longshan (ok. 2500–2000 p.n.e.)

- Longshan – związana z terenami położonymi w północnej części prowincji Henan, licznych środkowych i północnych prowincjach oraz wzdłuż wybrzeży Morza Wschodniochińskiego, nazwa związana jest z miejscowością Longshan w prowincji Shandong. Czas trwania kultury datowany jest na okres od ok. 2500 p.n.e. do 1850 p.n.e. Badania archeologiczne pozwoliły na odkrycie osad otoczonych wałami ziemnymi i wyrobów ceramicznych o czarnych, błyszczących powierzchniach, o czerepach grubości od 2 do 4 mm. Odnalezione naczynia cechuje wyszukany kształt (są to naczynia na trzech nóżkach, puchary o esowatej linii wsparte na rzeźbionej nóżce lub w kształcie moździerza z uchwytami). Ozdoby w formie delikatnych linii i ząbków były wyciskane. Odnaleziono też liczne wyroby wykonane z kamienia (przede wszystkim narzędzia), krzemienia, kości i muszli.

## Okres dynastiiShang-Yin(1766-1025 p.n.e.) iZhou(1025-256 p.n.e.)
Przyjmuje się, że najstarsze organizacje państwa powstały nad Huang He na terenie Chin w połowie II tysiąclecia p.n.e. Wykopaliska prowadzone w prowincji Henan, w pobliżu Anyangu i Zhengzhou, doprowadziły do odkrycia pozostałości obwarowanych miast, najprawdopodobniej pierwszych stolic z czasów dynastii Shang-Yin. Środek odnalezionych miast przecinała brukowana ulica. Pałac w Anyang, na planie prostokąta o wymiarach 30x9 m, zbudowano na usypanym tarasie ziemnym. Konstrukcja ścian wykonana była z drewnianych pali, pomiędzy którymi umieszczono ubitą glinę. Wewnątrz znajdowała się sala kolumnowa. Wśród budynków mieszkalnych odnaleziono liczne warsztaty rzemieślnicze.
W pobliżu miasta odkryto groby królewskie. Są to dwukondygnacyjne krypty o dużych powierzchniach (nawet 340 m²). Ściany i sufit ozdobiony jest dekoracją malarską, rzeźbą i inskrypcjami. Wewnątrz znaleziono wiele przedmiotów codziennego użytku, rzeźby wykonane w marmurze, nefrycie i brązie, ceramikę oraz skorupy żółwi i kości pokryte napisami (są to najstarsze zabytki pisma chińskiego).
Brązy odnalezione w okolicach Anyangu przedstawiają najwyższy poziom techniczny i estetyczny (nigdy już w Chinach mu nie dorównano). Poszczególne elementy, łączone później, wykonywane były metodą wosku traconego. Zdobił je niezwykle precyzyjny ornament (wyraźnie widoczny dopiero przy oglądaniu przez szkło powiększające). Dekorację stanowiły wyobrażenia potęg natury, symbolicznie przedstawianych w postaci dobrych i złych demonów. Rysunki zwierząt żyjących na ziemi są jej symbolami. Szczególną rolę odgrywa wąż, który przez okresową zmianę skóry stał się symbolem ciągłego odnawiania życia. Świerszcz, czasem przedstawiany w postaci znaku V, symbolizuje bieg, w którym życie pochodzi od ziemi i do niej powraca. Na naczyniach pojawiają się zatem postacie węża z głową tygrysa lub bawołu oraz maska z wytrzeszczonymi oczyma i krwiożerczym pyskiem z uniesionymi kącikami ust – taotie, demon symbolizujący siłę opiekuńczą chroniącą ludzi i uprawy. Kolejnym ważnym elementem zdobnictwa była linia: prosta lub krzywa, pokrywająca płaszczyzny wyrobów w różnym układzie. W zależności od postaci: spirala, zygzak itp. symbolizuje wodę, chmury i błyskawice.
Z kultem przodków związane są przedmioty wykonane z jadeitu i nefrytu. Sześć przedmiotów, tzw. sześć świętych nefrytów (szeroki pierścień z otworem w środku bi – symbol pierwiastka żeńskiego; tuba o zewnętrznym przekroju w kształcie kwadratu i wewnętrznym w kształcie koła cong – symbol pierwiastka męskiego; cztery symbole stron świata, identyfikowane z czterema porami roku) ułożonych w grobowcu w ustalonej rytuałem kolejności miało zapewnić zmarłemu zachowanie ładu w zaświatach.
Oprócz brązów wykorzystywanych w kulcie przodków, ok. 1000 p.n.e. pojawiły się naczynia z napisami mówiącymi o okolicznościach ich powstania. Często było to nadanie lenna, awans itp. W tym czasie pojawił się po raz pierwszy przy imieniu władcy przydomek Syn Nieba (okres przejęcia władzy przez dynastię Zhou. Nie zmieniły się zwyczaje, formy sztuki. W rytuałach dominującą rolę zaczęły odgrywać symbole Nieba (w okresie wcześniejszym były to symbole Ziemi). Około 900 p.n.e. nastąpiły również zmiany w motywach dekoracyjnych na brązach (symbole zostają zastąpione ornamentem w postaci plecionki i innych prostych wzorów). Spada też jakość wyrobów.

## Okres dynastiiQin(221 p.n.e.-207 p.n.e.) iHan(207 p.n.e.-220n.e.)

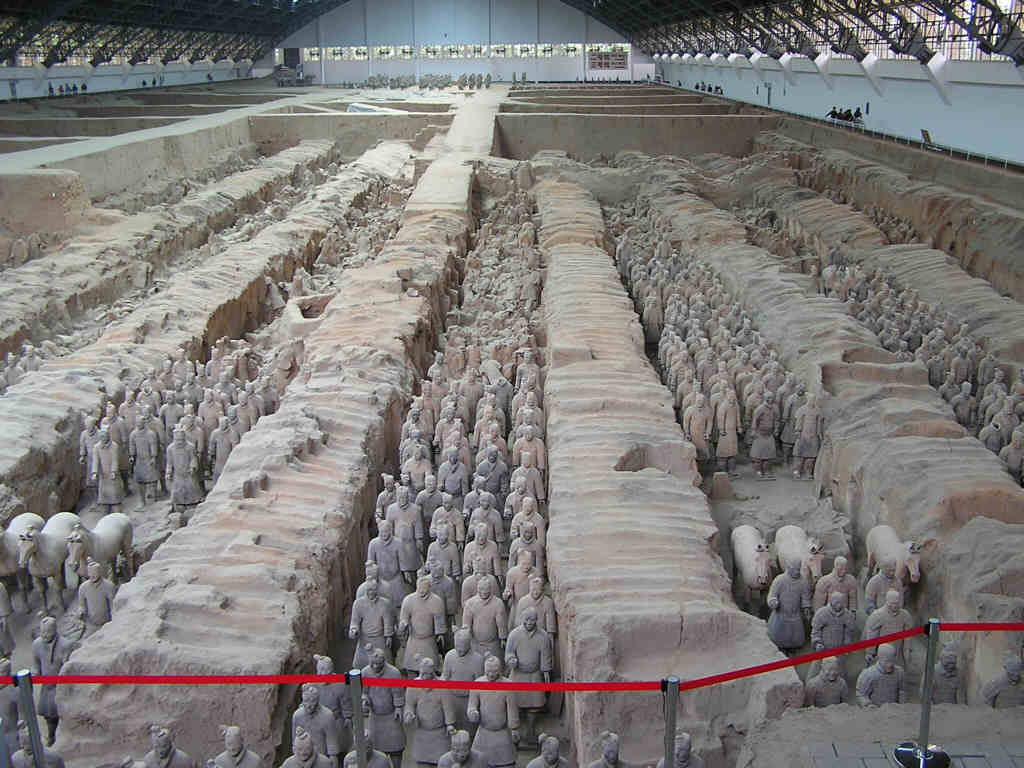
Terakotowa armia ustawiona w bojowym szyku

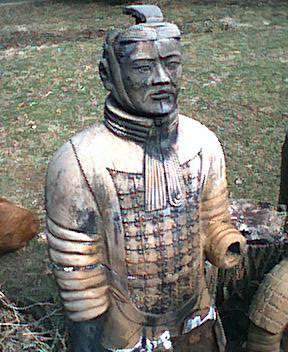
Jedna z figur odnalezionych w grobowcu

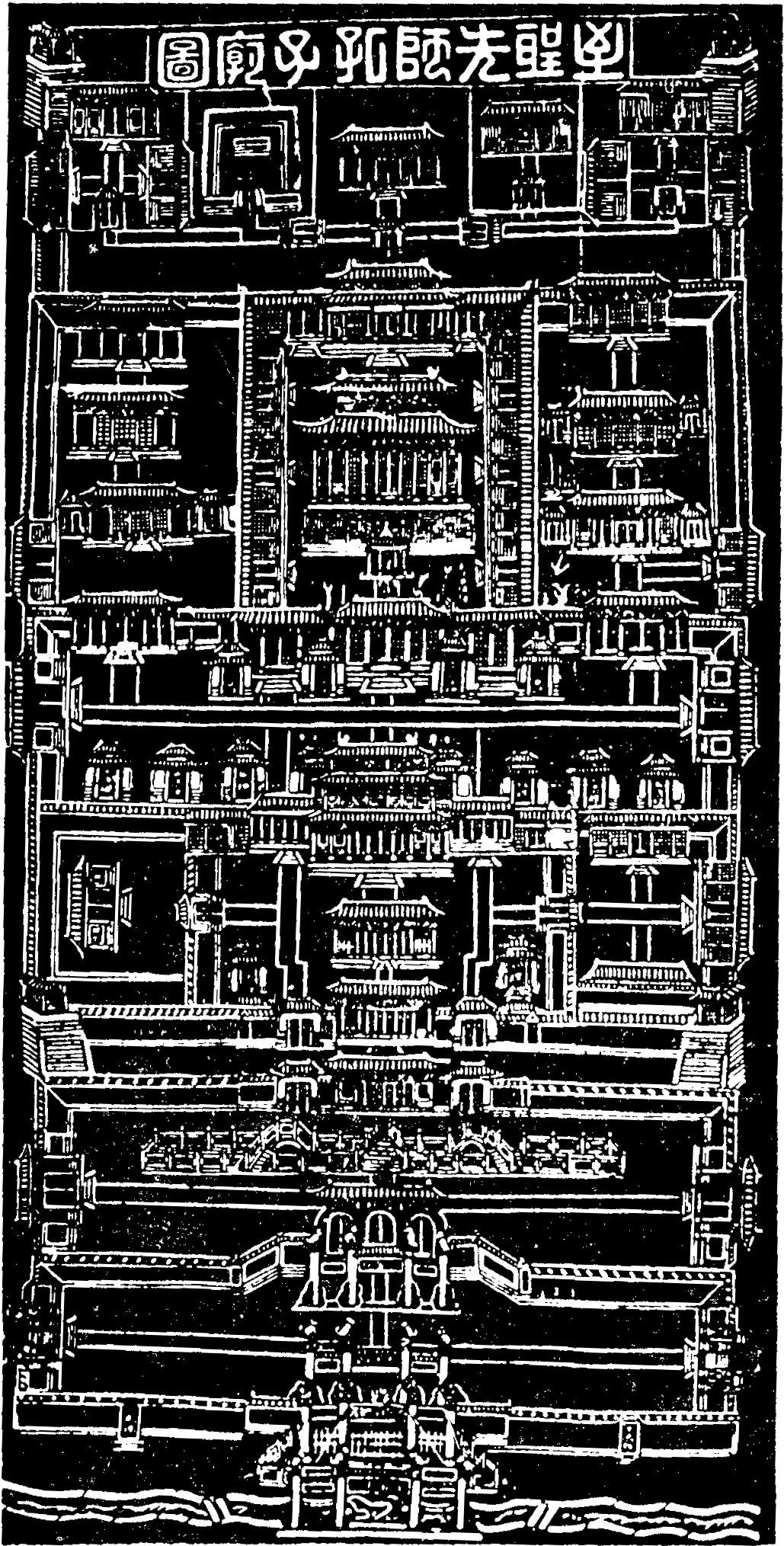
Plan świątyni Konfucjusza w Qufu, Szantung

Największym odkryciem archeologicznym związanym z czasami panowania dynastii Qin było znalezienie w 1974 r. w pobliżu grobowca Pierwszego Cesarza komory grobowej, w której ustawiono w szyku bojowym grupę ceramicznych postaci. W sumie, w trzech komorach odkryto grupę liczącą ok. 8 tysięcy rzeźb naturalnej i ponadnaturalnej wielkości. W grobowcu znaleziono postacie żołnierzy i urzędników, a także koni i wozów. Orszak terakotowego wojska w pełnym uzbrojeniu, złożony z postaci o indywidualnych rysach twarzy, w różnych pozach, towarzyszył w drodze w zaświaty cesarzowi. Rzeźby pierwotnie były pomalowane. Oprócz figur wykonanych z gliny, na obszarze w pobliżu grobowca znaleziono także przedmioty wykonane z brązu: wozy, rydwany, broń itp. Grobowca cesarza jeszcze nie odkopano. (Zespół grobowców wraz z terakotową armią został wpisany na światową listę dziedzictwa kulturowego UNESCO w 1987). Z osobą tego władcy związane są też: edykt nakazujący spalenie ksiąg i prześladowanie konfucjanizmu, reforma pisma, ujednolicenie systemu miar i wag oraz rozpoczęcie budowy Wielkiego Muru, którego budowa była kontynuowana z licznymi przerwami przez kolejne pokolenia.
W 1968 natrafiono na inny interesujący grobowiec. Jest nim nienaruszona krypta grobowa księcia Liu Shenga i jego żony Dou Wan (książęta z dynastii Han) znaleziona w Mancheng (prowincja Hebei). W wykutej w skale komorze znaleziono sarkofagi, w których złożono ciała ubrane w szaty wykonane z małych płytek nefrytu połączonych złotym drucikiem. Te nefrytowe szaty, przypominające zbroje, szczelnie okrywały zmarłych (z płytek nefrytu wykonano także buty, rękawice, hełmy i maski na twarze). W grobowcu znaleziono również wiele innych cennych przedmiotów: np. wozy z końmi, makietę pałacu i wiele innych cennych przedmiotów z brązu, laki, nefrytu, ceramiki i jedwabiu. Z wyposażenia grobowca najbardziej znana jest brązowa pozłacana lampa olejowa w kształcie klęczącej dziewczyny. Nefrytowe szaty były używane jedynie za panowania dynastii Han. Przysługiwały rodzinie cesarskiej i arystokracji. O randze zmarłego świadczył drut użyty do jej wykonania (złoty, srebrny lub brązowy).
W Okresie Walczących Królestw w architekturze wykształcił się typ rozległych zabudowań pałacowych, otoczonych murami obronnymi z bramami i wieżami, wznoszonych w ogrodach ze sztucznymi stawami. Styl ten przetrwał do XX wieku. Był on kontynuacją budowanych wcześniej budowli pałacowych i świątynnych na planie prostokąta. Ściany nadal konstruowano z drewnianych słupów z wypełnieniem z ubitej gliny lub suszonej cegły. Ściany tynkowano, czasem stosowano okładziny z kamienia. Budowle kryto płaskimi drewnianymi stropami, a nad nimi konstruowano zazwyczaj czterospadowe dachy. Budynki reprezentacyjne stawiano na kamiennych tarasach z fasadą skierowaną na południe. Pałace wznoszono wokół prostokątnych dziedzińców, na które prowadziła monumentalna brama. Dekorowano je płaskorzeźbami z drewna lub terakoty, malowidłami i kolorowymi dachówkami. Rozbudowa zespołów pałacowych polegała na stawianiu kolejnych, zamkniętych wokół dziedzińca jednostek. Czasem stosowano sklepienia pozorne. Łuk był stosowany przy budowie mostów oraz grobowców.
Naczynia wyrabiane z brązu zastąpiono naczyniami ceramicznymi, wzorowanymi na nich. Zachowano ich kształt, a zastosowanie polewy w kolorach zielonkawym i czerwonobrunatnym upodabniało zewnętrzną ceramikę do brązu. Wyroby były zdobione figuralną dekoracją malarską. Częstym motywem były sceny z polowań i życia codziennego.
Wysoki poziom osiągnęło także malarstwo zachowane fragmentarycznie na ścianach grobowców – np. w Liaoyang (Mandżuria), jedwabiu – sztandar z II wieku p.n.e. znaleziony w grobowcu w Changsha (prowincja Hunan) i wyrobach z laki. Przedmioty z laki zdobione były scenami rodzajowymi i symbolicznymi, wizerunkami tygrysów, smoków, pawi itp. Wyroby z laki i jedwabiu stały się cennymi towarami wysyłanymi do Mongolii, Wietnamu, Afganistanu i na Syberię. O roli malarstwa mogą świadczyć zapiski o powołaniu w 29 p.n.e. specjalnego urzędu opiekuna malowideł ksiąg. Umiejętność pisania (kaligrafia chińska) związana była ze znajomością warsztatu malarskiego i wymagała osiągnięcia prawdziwego mistrzostwa ręki i oka. Każdy kto potrafił pisać, umiał namalować prostą kompozycję. Wykształcenie kobiet i mężczyzn obejmowało naukę kaligrafii, malarstwa, poezji i muzyki. Urzędnik, zdając egzamin, musiał wykazać się znajomością filozofii, etyki konfucjańskiej, umiejętnością ułożenia wiersza i jego napisania.

## Okres Trzech Królestw(220-265), dynastiiJin, EpokaPołudniowych i Północnych dynastiii dynastiiSui(do końca618)

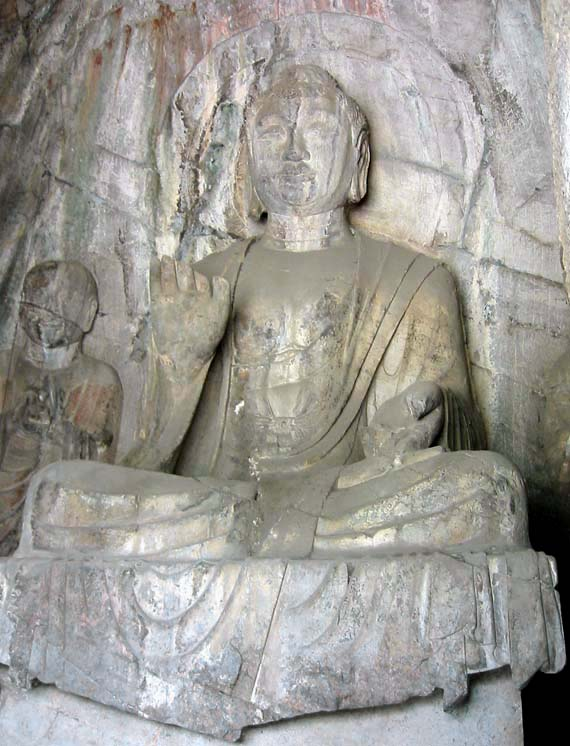
Kamienny posąg Buddy w jednej ze świątyń w Longmen

Po upadku dynastii Han rozpoczął się trwający 400 lat okres walk wewnętrznych i najazdów. Dopiero objęcie władzy przez dynastię Sui rozpoczęło ponowne zjednoczenie państwa. Na lata sprawowania władzy przez cesarza Yanga przypada czas adaptacji buddyzmu (choć pierwsze kontakty Chin z buddyzmem miały miejsce najprawdopodobniej już od 2 p.n.e. do 64 n.e.). Mimo że najstarsze rzeźby buddyjskie odnajdywane w Chinach datowane są na III wiek, za początek sztuki buddyjskiej przyjmowany jest zazwyczaj rok 400. W pierwszych latach związana była ze sztuką indyjską. W połowie IV wieku władcy dynastii Wei w Dunhuangu (prowincja Gansu) rozpoczęli budowę wykuwanych w skałach zespołów świątyń – Groty Tysiąca Buddów (zespół wzorowany na świątyniach indyjskich rozbudowywany był przez kilka kolejnych wieków). Ponad dwukilometrowy odcinek zajmuje 469 kaplic z glinianymi, pokrytymi polichromią posągami. Ściany ozdobione są licznymi malowidłami przedstawiającymi sceny z życia Buddy, krajobrazy, sceny rodzajowe i ornamenty.
Po przeniesieniu stolicy do Datongu w Yungang rozpoczęto budowę (w 460) kolejnego kompleksu złożonego z 42 skalnych świątyń, następny kompleks powstał w Longmen. Świątynie w Yungang, bez kolumnad, galerii i cel dla mnichów (typowych dla świątyń indyjskich) posiadają wnętrza podzielone na nisze, w których umieszczono posągi Buddy otoczonego bodhisattwami. Rzeźby ubrane są w wykonane w płaskim reliefie ceremonialne chińskie szaty. Bogato zdobione nisze pokrywają płaskorzeźby i polichromie. Większe wnętrza mają sklepienia podparte słupem w formie pagody. Najbardziej znany jest posąg siedzącego Buddy (7,6 m wysokości). Budowa świątyń w Longmen (prowincja Henan), rozpoczęta w 493, trwała do VIII wieku. Rzeźby w Longmen różnią się od powstałych w latach wcześniejszych. Postać Buddy jest szczuplejsza, a szaty układają się w sposób naturalny. Osiągnięto mistrzostwo w oddaniu ruchu, dramatyzmu i uduchowienia. Szczególnie podziwiany jest posąg Buddy w grocie Fengxian. Rzeźba o wysokości 17 m wykonana została w drugiej połowie VII wieku. Do przedstawień przeniknęły typowe dla Chin wizerunki smoków. Malarstwo VI wieku ukazuje trójwymiarową przestrzeń z perspektywą spojrzenia „z góry” na rozgrywające się wydarzenia (jest to ujęcie typowe dla sztuki chińskiej). Kolorystyka fresków zmienia się z dominujących barw zielonych, błękitnych i brunatnych (okres dynastii Wei) na barwy jaśniejsze i delikatniejsze. Od 30 listopada 2000 Longmen znajduje się na Liście światowego dziedzictwa UNESCO.
Z początków VI wieku pochodzą także najstarsze zachowane pagody (baota). Ich forma architektoniczna wywodzi się ze stupy. Pagody początkowo służyły jako miejsce przechowywania relikwii, później jako skarbce do przechowywania malowanych zwojów, tekstów sutr czy figur świętych. Pagoda z ok. 520 r., zbudowana na górze Song (prowincja Henan), posiada dwie kondygnacje na planie dwunastoboku, o 15-piętrowym zwieńczeniu. Zbudowana została z gliny licowanej wypalaną cegłą.
Pod koniec VI wieku w Chinach wynaleziono porcelanę.
W kaligrafii powstaje nowy styl zwany pismem trawiastym. W malarstwie na jedwabiu powstają pierwsze świeckie dzieła, prace Gu Kaizhi (np. ilustracja do utworu Napomnienia dla dam dworu). Jest to najstarszy zachowany zwój łączący obraz i tekst.

## Okresdynastii Tang(618-907)

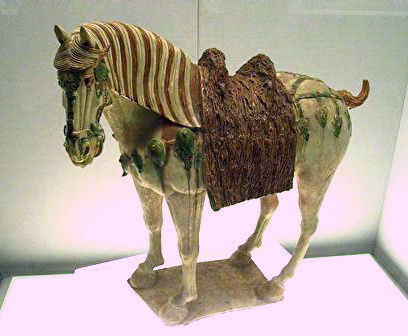
Ceramiczna figurka przedstawiająca konia – okres Tang. Muzeum Szanghajskie

Podczas panowania dynastii Tang w Chinach nastąpiło znaczne ożywienie gospodarcze. Handel i rzemiosło wpłynęły na rozwój miast. W rolnictwie wprowadzono uprawę herbaty i bawełny. Zbudowano liczną sieć dróg. Wynalezienie w VIII wieku druku blokowego pozwoliło na powielanie ksiąg buddyjskich i świeckich (np. poezji). Trwała rozbudowa zespołów świątynnych w Longmen. W latach 672 – 676 zbudowano tam świątynię ze wspomnianym wcześniej, wysokim na 17 m, posągiem Buddy Wajroczany. Wykuwane w skałach posągi coraz częściej oddzielano od skały, tworząc rzeźby pełne. Dekoracje malarskie pokrywające ściany komponowane są na całej płaszczyźnie, bez dzielenia na pasy. Coraz częściej pojawiają się sceny rodzajowe z życia codziennego. Postacie wtopione są w pejzaż, malarstwo podkreśla piękno natury, jej nieskończoność. Twarze wyrażają emocje, mądrość, skupienie, grację ruchów, bogactwo strojów. Te same tendencje są zauważalne w malarstwie zwojów. Początek VIII wieku to stopniowe ograniczanie wpływów różnych wyznań, również buddyzmu. Działania te osłabiły rozwój sztuki sakralnej.
Dekoracje komór grobowców w okresie panowania dynastii Tang przypominają wystrój buddyjskich świątyń. W 1960 r. odkryto grobowiec księżniczki Dai z VIII wieku. Zdobiące wnętrze obrazy ukazują sceny z życia dworskiego. Cechą wyróżniającą je jest oszczędność linii, czystość konturu i doskonałe ujęcie ruchu.

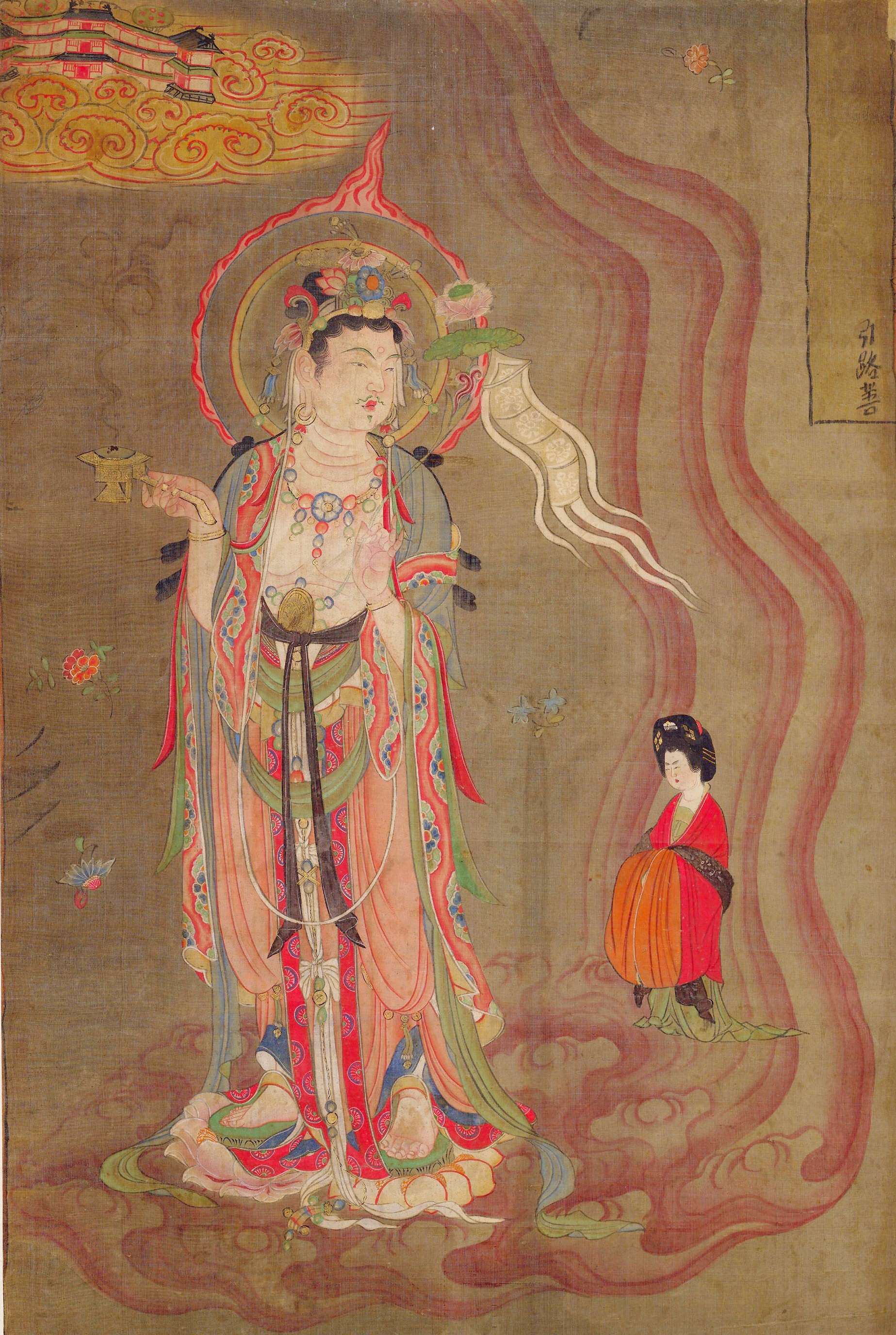
Malowidło naścienne w Dunhuang

Styl malowania pejzażu, powstały w VIII wieku, z niewielkimi zmianami kontynuowany jest do czasów teraźniejszych. Z początkiem VIII w. związany jest także styl malarstwa monochromatycznego. Za twórcę pejzażu malowanego tuszem uważa się Wang Wei, poetę, malarza, muzyka i projektanta ogrodów. Zwój przypisywany temu twórcy przedstawia zimowy krajobraz doliny rzeki ukazany przy użyciu minimalnej ilości środków. Do wybitnych malarzy okresu panowania dynastii Tang zalicza się także: Wu Daozi – znanego przede wszystkim z malowania scen religijnych, Yan Libena i Zhou Fanga – zajmujących się malarstwem portretowym i rodzajowym (Zhou Fang znany jest zwłaszcza jako mistrz scen z życia dworu, ukazujący postacie dam w pełnych wdzięku pozach) oraz Han Gana – malarza zwierząt.

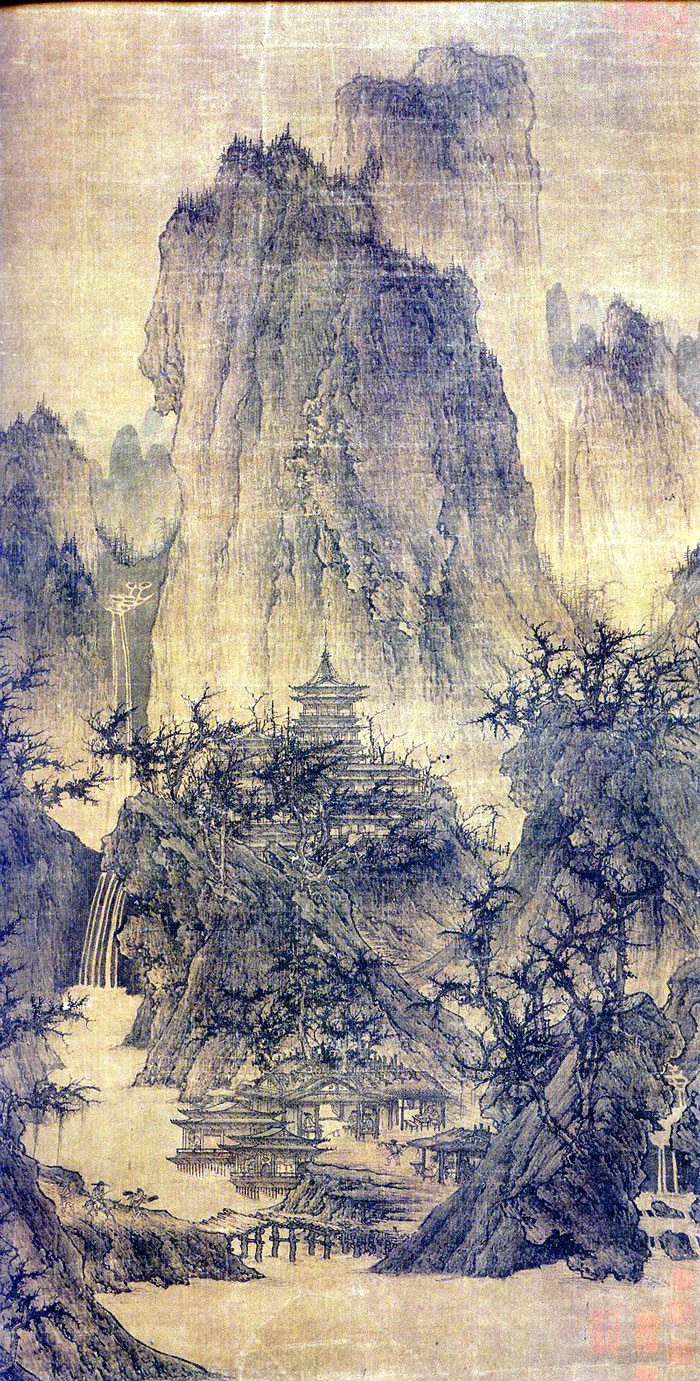
Li Cheng (ok. 919 – ok. 967), Buddyjska świątynia w górach. Nelson-Atkins Museum of Art

Panowanie dynastii Tang związane jest z rozbudową stolicy kraju Chang’an (obecnie Xi’an), miasta liczącego w tym czasie ok. 2 mln mieszkańców. Z zachowanych budowli z tego okresu najbardziej znane są Wielka Pagoda Dzikich Gęsi (Dayanta) i Mała Pagoda Dzikich Gęsi (Xiaoyanta). Te dwie ceglane pagody były w późniejszych wiekach przebudowywane. Dayanta została zbudowana w 652 dla przechowywania świętych tekstów przywiezionych z Indii przez Xuanzanga. Pierwotnie była to pagoda pięciopiętrowa, dziś ma siedem kondygnacji i ponad 60 m wysokości. Mała pagoda Dzikich Gęsi została zbudowana w 706, odbudowana w XVII wieku. Najstarszą zachowaną drewnianą świątynią jest pochodzący z 857 pawilon Foguang Si na wzgórzu Wutai. Świątynia w formie hali o symetrycznym układzie została wzniesiona na niskim cokole. Dach, kryty dachówkami z barwną polewą, podparty jest systemem wsporników pokrytych dekoracją malarską. Jest to typowy przykład drewnianej architektury sakralnej tego okresu.
Większość budowli powstałych w tym okresie została zniszczona. Informacje o architekturze płyną z wykopalisk i opisów. Zachowało się sporo przykładów wyrobów rzemiosła. W wielu z nich można dostrzec motywy skrzydlatych koni, strzelających do tyłu łuczników. Są to wpływy sztuki sasanidzkiej Persji, skąd przybywali artyści uchodzący przed Arabami. Motywy palmet i winorośli związane są z wpływami sztuki hellenistycznej. Filcowe dywany są świadectwem przejęcia przez chińskich rzemieślników tradycji wyrobu tych tkanin. Największy rozwój przeżywa jednak złotnictwo. Ozdoby, naczynia zdobione laką i kamieniami, cechuje wielka precyzja wykonania. Znakomitym przykładem jest korona cesarzowej z X wieku wykonana z cieniutkich złotych drucików ozdobionych kwiatami, ptakami, motylami. Na przedzie umocowane są feniksy i duże perły. Delikatność konstrukcji sprawiła, że ozdoby znajdowały się w ruchu. Korona znajduje się w zbiorach Miejskiego Muzeum Sztuki w Nowym Jorku. Pojawiły się wyroby zdobione techniką sipi – ciętej laki (na przedmioty nakładano warstwę czerwonej i czarnej laki, wzory były wycinane tak, by odsłonić dolną warstwę). Meble i szkatuły zdobiono kością słoniową i macicą perłową. Pojawia się ceramika zdobiona glazurą sancai, trzy kolory: pomarańczowy, jasnoniebieski i zielony nakładane są obok siebie w postaci barwnych, swobodnie rozlewających się na powierzchni naczyń plam. Spotykana jest także ceramika jednobarwna, w której szkliwo pokrywa delikatny, wytłoczony ornament.
Panowanie dynastii Tang zostało przerwane w 874 przez powstanie chłopskie. Ponowne zjednoczenie państwa nastąpiło w 960 r. przez generała Zhao Kuangyina, założyciela dynastii Song.

## Okresdynastii Song(960-1279)
Styl malarstwa zapoczątkowany w VIII wieku przez Wang Weia dał początek tzw. szkole południowej (nazwa pochodzi z XVII w., została wprowadzona przez Dong Qichanga) – zmierzającej do ujęcia natury przy minimalnej ilości środków. Szkoła tzw. północna opierała się na kompozycjach barwnych dążących za pomocą koloru do pokazania zmysłowego piękna natury.
Z buddyjską szkołą chán związane jest malarstwo monochromatyczne, w którym mistrz przy pomocy tuszu starał się oddać istotę widzianego obiektu: pejzażu, zwierzęcia czy kwiatu. Uchwycenie natury stało się znacznie ważniejsze niż realistyczne jej oddanie z wiernością w każdym szczególe. Pejzaż stał się symbolem, malarstwo rodzajem filozofii. Teoria malarstwa mówiła o umiejętności wyobrażenia formy, każdy element krajobrazu stał się nośnikiem duchowych zasad, które starano się ująć w jedność podporządkowaną zasadom panującym w kosmosie.
W Chinach nie było zwyczaju wieszania obrazów na ścianie. Malowano je na zwojach. Obraz właściwie zawsze można było uznać za kompozycję otwartą (wynika to z charakteru zwoju otwartego z dwóch stron, układ ten symbolizuje nieskończoność świata). Dzieła oglądano i dyskutowano o nich na spotkaniach. Była to twórczość grupy ludzi wykształconych, którzy poznali tajniki malarstwa przy okazji nauki kaligrafii. Jednym z mistrzów pejzażu był Guo Xi (ok. 1020 – 1090). Dopatrywał się on piękna natury w jej zmienności. W swoim dziele Wielkie posłanie lasów i strumieni pisał o zmienności natury nie tylko w zależności od pór roku i regionu Chin, ale także o jej odmienności w zależności np. od miejsca jej obserwowania. Jego zdaniem malarz powinien tak długo obserwować pejzaż, aż utożsami się z nim i pojmie jego sens. Innym wielkim malarzem był Su Shi (1036 – 1101). Propagował on, w przeciwieństwie do Guo Xi, malarstwo spontaniczne, w którym intuicja a nie głęboka analiza pozwala oddać istotę rzeczy. Mi Fei (1052 – 1107) dbał przede wszystkim o nastrój kompozycji. Jego obrazy pełne są liryzmu, harmonii, spokoju. Pierwszymi Europejczykami, którzy zachwycali się malarstwem okresu panowania dynastii Song byli impresjoniści. Początkowo przypuszczali, że są to współczesne szkice nieznanych im twórców.

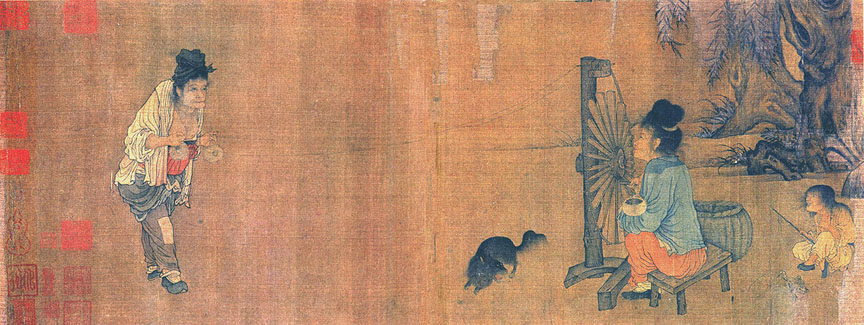
Wang Juzheng – Kołowrotek lub Tkanie jedwabiu. Jedwabny zwój. Muzeum Pałacowe w Pekinie

W XIII wieku pojawili się w Chinach malarze – mnisi buddyjscy. Nie malowali Buddy, przedstawienia kultowe uważając za zbędne, za to chętnie ukazywali Bodhidharmę, pejzaże, ludzi, zwierzęta i kwiaty. Z kręgu mnichów wywodzą się Muqi, Liang Kai i inni. Malarstwo ich cechuje zwięzłość, prostota i spontaniczność. Kompozycje obrazów często budowane są po przekątnej. Coraz więcej miejsca zajmuje na nich pusta przestrzeń, która odgrywa w nich szczególne znaczenie. Podobnie jak nie do końca określone kształty, fragmenty pejzażu wynurzające się z mgły były swoistym zaproszeniem widza do poszukiwań i medytacji.
W okresie Song popularne było też malarstwo ukazujące kwiaty i ptaki. Wyraźnie widoczne były dwie tendencje: jedna, w sposób niezwykle precyzyjny i drobiazgowy, ukazywała fragmenty natury, druga, bliższa pejzażom filozoficznym, szukała treści symbolicznych i nastroju. Rośliny i zwierzęta w malarstwie chińskim miały znaczenie symboliczne (np. chryzantema – jesień, spokojne życie w samotności, stara sosna – uczony lub mędrzec, bambus – osoba nieustraszona).
Malarstwo tego okresu związane było ze szkołami: Akademią w Kaifengu (Guo Xi), Akademią w Lin’an, dzisiejsze Hangzhou (Ma Yuan, Xia Gui) oraz w Nankinie.
W rzeźbie związanej z buddyzmem kontynuowane są wcześniejsze formy, ale sztuka ta nie uzyskała już podobnego rozmachu jak w VII – VIII wieku. Odznaczała się doskonałością techniczną i dekoracyjnością. Szczególną wartość mają rzeźby wykonywane w okresie od XII do XIV wieku w drewnie i technice suchej laki w północnych prowincjach Chin. Artyści dążą do realizmu w ukazywaniu postaci, odchodząc od ich uduchowienia. Rzeźba szat o bogatym modelunku tworzy kontrastową grę światłocienia. Polichromia i złocenia, które pokrywają posągi, oświetlenie drgającym światłem świec w mrocznym wnętrzu, dają wrażenie ożywienia postaci. Jedną z piękniejszych rzeźb reprezentujących ten okres są Bodhisattwy Guanyin (w zbiorach Galerii Sztuki W.R.Nelsona, Kansas City). Od X wieku w chińskich klasztorach coraz częściej stawiano posągi arhatów o cechach portretu wyraziście ukazujące twarze różnych osób, wykonane z glazurowanej ceramiki lub w technice suchej laki (na rzeźbę wykonaną z gliny nakładano warstwami lakę, którą po wysuszeniu modelowano, precyzyjnie wykańczając każdy szczegół. Po wyschnięciu usuwano glinę i otrzymywano posąg).

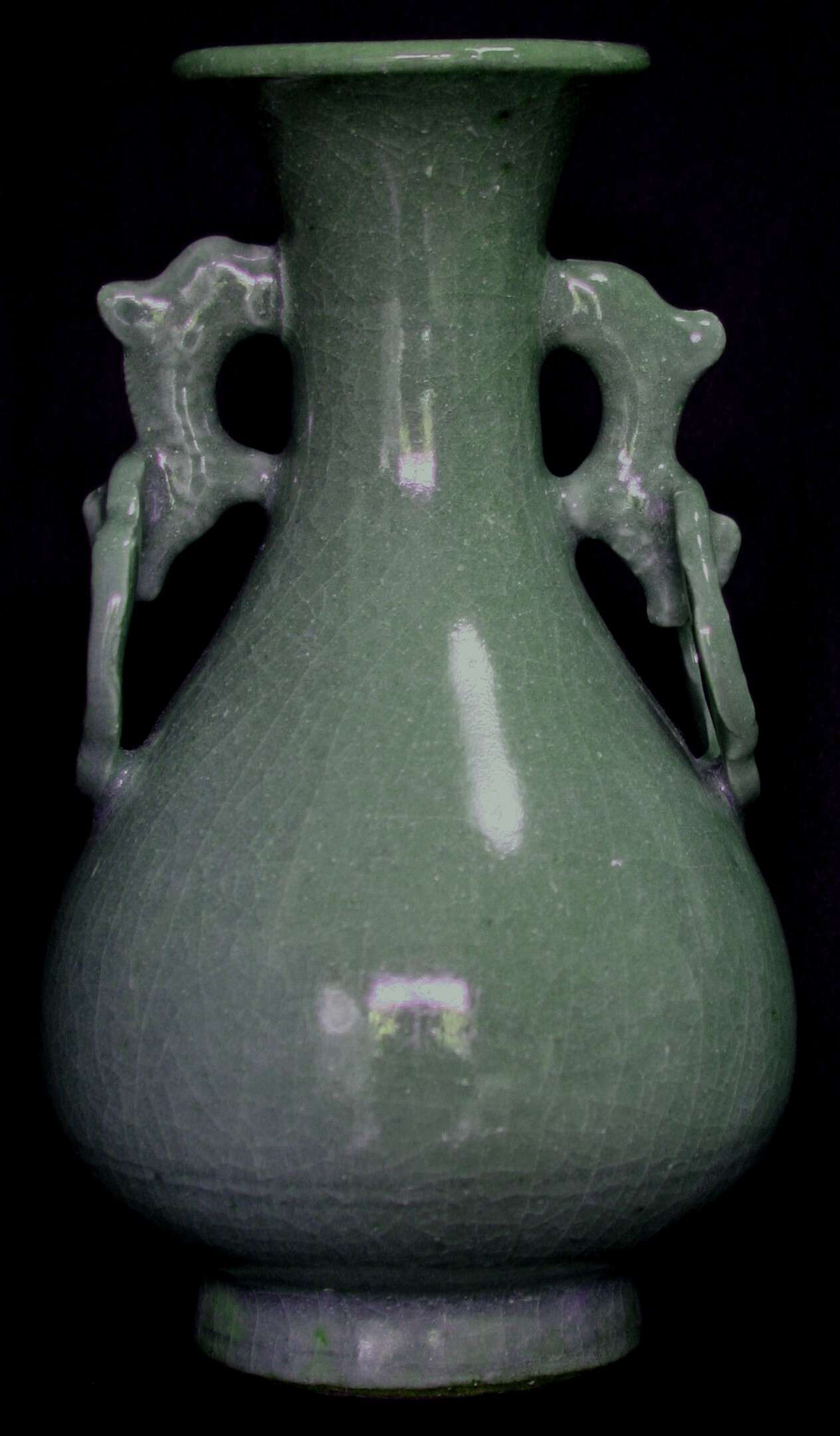
Waza seladonowa datowana na wiek XIII

W okresie panowania dynastii Song nastąpił silny rozwój ceramiki, której jakość stała na bardzo wysokim poziomie. Wykonywane naczynia cechowała prosta forma i doskonała proporcja. Do perfekcji doprowadzono kształt naczyń, a barwa szkliwa o delikatnym kolorycie stała się najważniejszym atrybutem. Produkcję ceramiki monochromatycznej rozpoczęto już za panowania dynastii Tang, za panowania dynastii Song nauczono się uzyskiwać wiele różnych odcieni tego samego koloru, nadając im bardzo poetyckie nazwy (np. kolor deszczowego nieba). Na szczególną uwagę zasługują tzw. naczynia celadonowe o zróżnicowanych odcieniach od jadeitowej zieleni, przez kolory morskiej wody i barwy szarooliwkowe do odcieni popiołu. Wartości naczyniom dodawały różne przypadkowe niedoskonałości (np. pęcherzyki powietrza, spękania czy zgrubienia glazury, plamki itp.). Wykonywano także czarki z ciemnej kamionki pokrywane szkliwem z jaśniejszymi smugami (zobacz ceramika Jian). Naczynia tego typu cieszyły się dużym powodzeniem w Japonii, gdzie nazywano je tenmoku i używano podczas ceremonii parzenia herbaty.
Z okresu dynastii Song pochodzi najstarszy chiński podręcznik architektury Li Jie: Yingzao Fashi. Cechą charakterystyczną architektury chińskiej stało się jej związanie z zasadami feng shui, w myśl której budynek powinien być m.in. sytuowany wzdłuż osi północ-południe, fasadę należy umieścić na dłuższym boku budynku i skierować ją na południe. Pałace zaczęto umieszczać w środku miast.
Najczęściej spotykane typy budowli to:
- dian (殿) – pawilon na planie prostokąta, z drewna, z dachem podpartym na wysuniętych przed fasadę słupkach, które są elementem podziału architektonicznego. Tworzono w ten sposób portyk lub galerię otaczającą budynek. Fasadę zazwyczaj dzielono na trzy części.
- tai (台)– budowla wejściowa przed pałacem, stawiana z drewna na wysokim kamiennym cokole,
- lou (楼)– wielokondygnacyjny budynek spotykany tylko w zespołach pałacowych, otoczony tarasami na każdej kondygnacji,
- ting (亭)– rodzaj altany ogrodowej

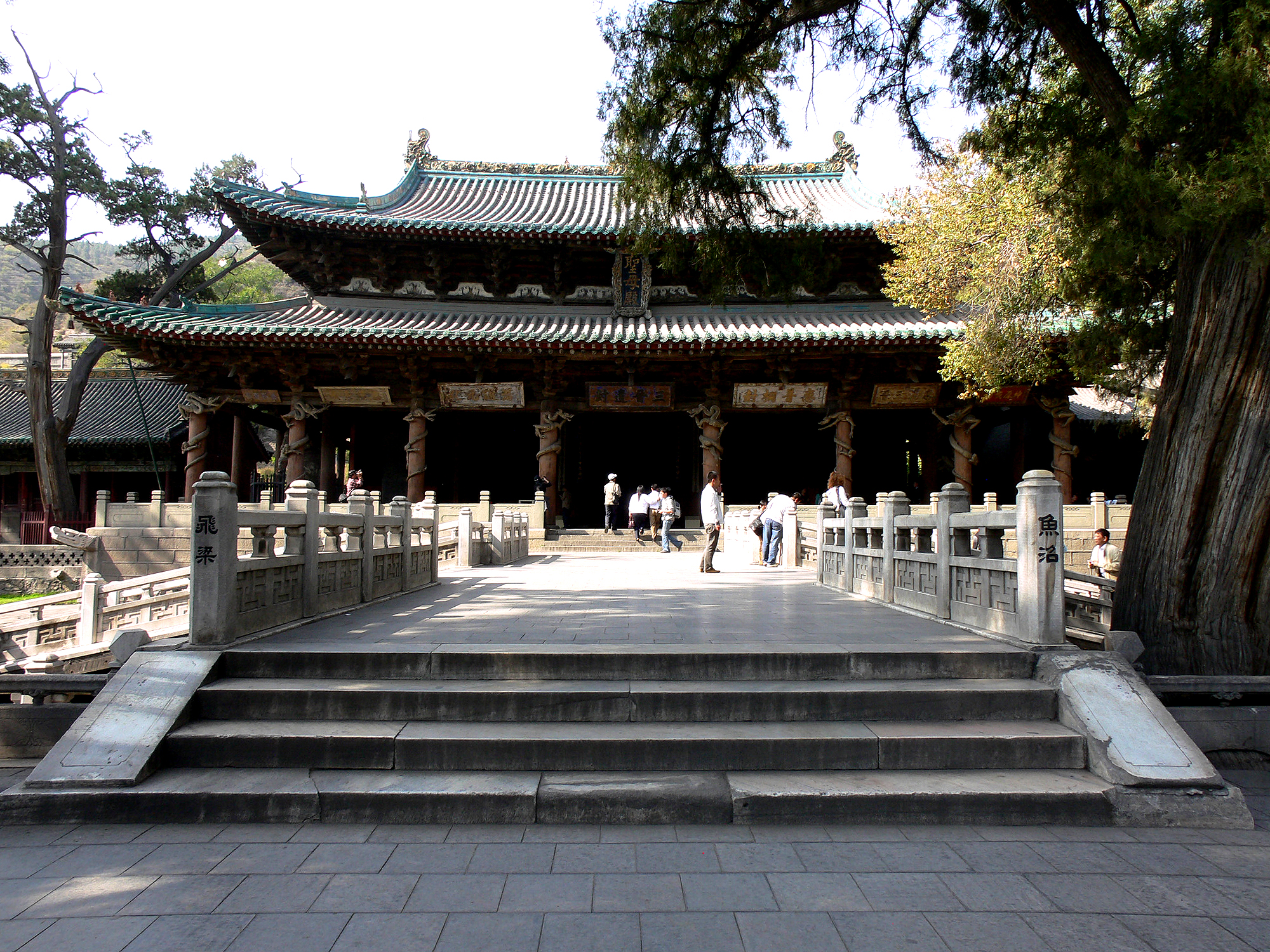
Świątynia Jinsi, Taiyuan, wzniesiona w 1032

Charakterystycznym elementem chińskich budynków jest dach, wsparty za pośrednictwem wsporników na słupkach bez kapiteli, powiązanych poziomą poprzeczką. Dach odgrywa rolę dekoracyjną. Początkowo był ciężki i masywny. Za panowania dynastii Song wsporniki stają się delikatniejsze, a dach zostaje mocniej wysunięty przed lico budynku. W budowlach reprezentacyjnych dach jest rozbudowany w wielopiętrowe, ażurowe konstrukcje. Na południu Chin zaczęto podciągać naroża dachu ku górze, uzyskując linię porównywaną przez Chińczyków do skrzydeł lecących ptaków. (Dachy północnych prowincji chińskich nie miały tak silnie zaakcentowanego tego elementu.) Pokrycie dachu wykonywano z ceramicznych, półkolistych dachówek w kształcie zbliżonym do gąsiorów. Kolor dachówki był zróżnicowany: złotożółty rezerwowano dla budowli pałacowych, niebieski dla budowli sakralnych, a szary dla budynków mieszkalnych. Na kalenicach stawiano kolorowe ceramiczne figury smoków i innych symbolicznych zwierząt, a wsporniki podtrzymujące dach obijano złotą blachą, zdobiono je polichromią w barwach błękitnym, zielonym i białym.
Architektura pagód budowanych w X – XII wieku staje się bardziej delikatna i dekoracyjna. Wznoszone są na ogół na planie ośmioboku lub sześcioboku z dekoracją rzeźbiarską i licowaniem barwnymi glazurowanymi płytami ceramicznymi (np. pagoda w Kaifeng nazywana tieta – Żelazną Pagodą, od koloru glazury pokrywającej cegłę. Pagoda została zbudowana w 1049, na planie ośmioboku. Posiada 13 kondygnacji i wysokość 55 m. Dach podtrzymują wykonane z cegły wsporniki imitujące drewniane podpory. Ściany zdobią posągi Buddy, wizerunki zwierząt i kwiatów. Pagoda dekorowana jest dzwonkami dzwoniącymi przy powiewach wiatru).
Wysoki poziom osiągnęła architektura pagód z drewna. O jej bogactwie świadczy np. użycie ponad 60 różnych rodzajów i form wsporników w zachowanej w świątyni Fogong Si pagodzie z 1056 r. W Chinach w okresie dynastii Song stawiano także pagody z brązu, żelaza i porcelany. Były to budowle zazwyczaj niewielkich rozmiarów.

## Okres dynastiiYuan(1279–1368) iMing(1368–1644)

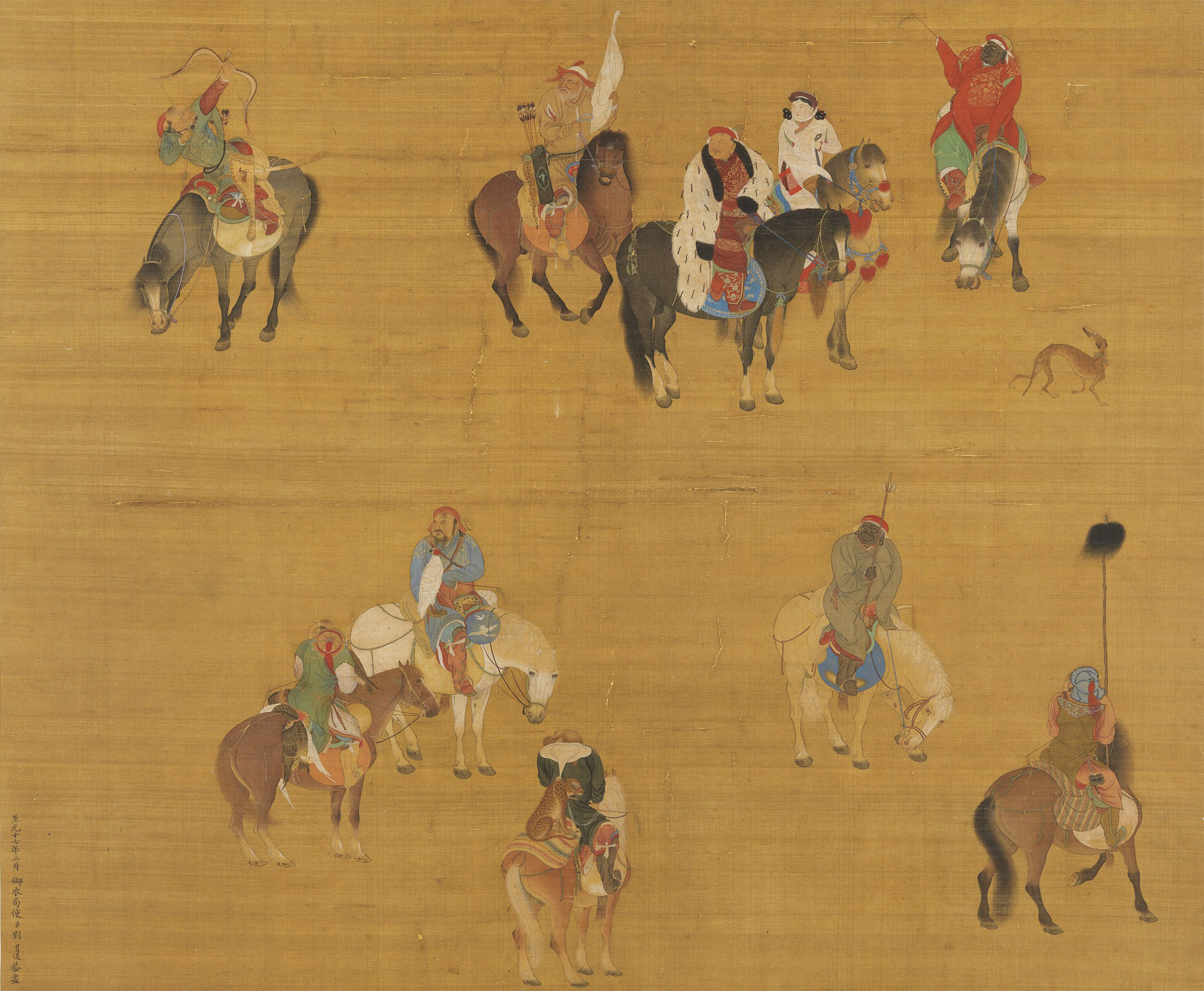
Obraz Liu Guandao, nadwornego artysty, przedstawiający Kubilaj-chana podczas wyprawy łowieckiej, namalowany na jedwabnym zwoju ok. 1280. Kubilaj-chan ubrany w mongolskie futro i chińskie wytłaczane (brokatowe) jedwabie, Narodowe Muzeum Pałacowe w Tajpej

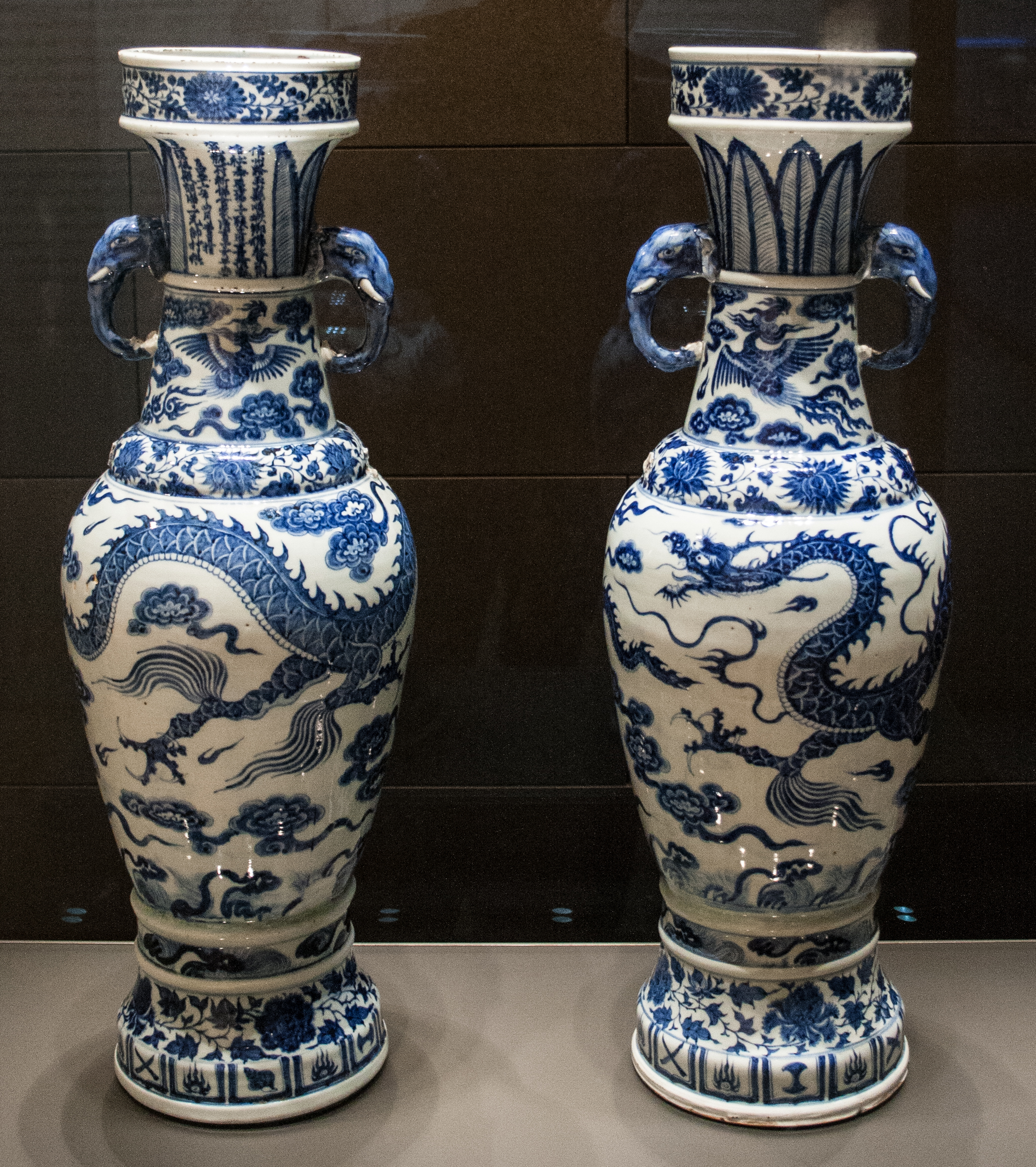
Wazy Davida, najsłynniejszy przykład niebiesko-białej ceramiki. Dynastia Yuan, 1351. Muzeum Brytyjskie

Po najechaniu Chin przez wojowniczych Mongołów kraj został zniszczony. Władzę przejęła mongolska dynastia Yuan, założona przez wnuka Czyngis-chana, Kubilaj-chana. Stolica została przeniesiona do Pekinu, nazywanego przez Mongołów Chanbałyk. Sztuka chińska przetrwała, przyswojona i rozwijana również przez najeźdźców. W tym właśnie okresie w Chinach przebywał Marco Polo.
Rozwijało się malarstwo pejzażu w kręgach uczonych, taoistów. Dzieła ich, tworzone dla grona przyjaciół i własnej przyjemności, zaopatrywane były w poetyckie, kaligrafowane komentarze. Obrazy tego okresu cechuje wyrazistość i ekspresja. DO najważniejszych należało tzw. „Czterech Wielkich Mistrzów”: Wang Meng, Huang Gongwang, Ni Zan i Wu Zhen.
Mongolska dynastia popierała lamaizm, pamiątką tego okresu są stupy o butelkowym kształcie, charakterystyczne dla Tybetu (np. pochodząca z późniejszego okresu Biała Dagoba, wzniesiona w 1652 w Parku Beihai w Pekinie).
Zmieniły się także formy produkowanej ceramiki. Powstały nowe ośrodki wytwarzające naczynia o znacznie większych kształtach, pokryte wielobarwną glazurą o nasyconych kolorach, takich jak czerwień, błękit i brąz. W Jingdezhen (prowincja Jiangxi) rozpoczęto produkcję naczyń pokrytych grubą warstwą glazury w odcieniu jasnego błękitu, zdobioną motywami pąków lotosu lub lecących gęsi. Ceramikę tę nazywa się shu-fu od znaków shu i fu umieszczanych na naczyniach. Produkowano także na eksport. Do Persji wysyłano naczynia w kolorystyce biało-niebieskiej. Naczynia często wzorowano na metalowych naczyniach perskich, motywy dekoracyjne nawiązujące do perskich tradycji odbiegały od chińskich wzorców piękna.
Po upadku dynastii Yuan władzę przejął przywódca chłopskiego powstania – Zhu Yuanzhang, który założył dynastię Ming. Chiny pod rządami nowej dynastii rozszerzają swoje panowanie, coraz częstsze stają się kontakty tego mocarstwa z Europą.
Wzrasta masowa produkcja ceramiki (w 1712 r. w Jingdezhen działało ok. 3 tysiące pieców wypalających kilkaset tysięcy naczyń dziennie) wysyłanej do wielu państw, w tym również do Europy. Dominuje wielobarwna ceramika o wzorach malowanych przed szkliwieniem i na nim (naczynia te powtórnie wypalano). Popularne były zdobienia motywami kwiatowymi (zwłaszcza chryzantemami, piwoniami), zwierzętami, krajobrazami i scenami rodzajowymi. Prostota dekoracji została zastąpiona, zgodnie z potrzebami rynku, wieloelementowymi motywami w ograniczonej do dwóch ilości barw (od dominującego w dekoracji koloru używa się różnych określeń przy klasyfikacji porcelany, np. famille noire, rose ). Przy tak masowej produkcji spadła jakość wyrobów. Początkowo naczynia dekorowali artyści, później nie brano już przy malowaniu pod uwagę kształtu i formy naczyń. Rozwój technologii pozwolił na uzyskanie czerepów naczyń o bardzo cienkich ściankach. Nadal wytwarzano naczynia jednobarwne, często o białym szkliwie, wzorowane na wyrobach okresu Song. Jednak ilość tych wyrobów była marginalna w porównaniu z ceramiką wielobarwną.
Oprócz porcelany, przedmiotem eksportowym stały się wyroby z laki. W okresie Tang laka była inkrustowana macicą perłową (motywy kwiatowe i ptaki), w XVI wieku wzory zaczęto układać z muszli o błękitnozielonym zabarwieniu (postacie osób umieszczone w pejzażu). Lakę zaczęto także grawerować, a krawędzie wzorów zdobić złotym proszkiem. Najpopularniejsze były wyroby z czerwonej laki ciętej. Służyła ona do wytwarzania mebli i różnych przedmiotów użytkowych. W XVII wieku opracowano technikę wytwarzania przedmiotów zdobionych laką zieloną i czerwoną (zielona służyła do wykonywania motywów liści, a czerwona kwiatów).
Malarstwo kontynuowało wypracowane wcześniej wzorce. Duże znaczenie osiągnęły szkoły prowincjonalne. W prowincji Zhejiang, w szkole skupionej wokół Dai Jina (szkoła Zhe) malowano rozległe pejzaże operując ostrą linią i lawowaniem tuszem. W okolicach Wumen działała szkoła Wu skupiająca malarzy – poetów (m.in. Shen Zhou, Wen Zhengming, Qiu Ying). Ich ulubionym tematem stała się sosna o powykręcanych konarach, wczepiona w skały. Oprócz pejzaży rozwijało się malarstwo rodzajowe, będące często ilustracją dzieła literackiego. Gatunek ten wcześniej rozwinął się w Japonii i na nim najprawdopodobniej wzorowali się artyści chińscy. Twórcy ilustracji znaczną uwagę przywiązują do szczegółów codziennego życia, charakterystyki postaci.
Z rytuałem pogrzebowym związane było malarstwo portretowe, utrwalające pośmiertnie twarze szlachty. W portretach tych nie chodziło o zachowanie podobieństwa do zmarłego, ale o oddanie typowych cech oblicza z nadaniem im odpowiednich przymiotów moralnych. Osoby ukazywano frontalnie, w sztywnych postawach, skupione na medytacji.
Za panowania dynastii Ming naprawiono budowany wcześniej Wielki Mur i znacznie go przedłużono. Rozbudowano Nankin i Pekin, zbudowano pałace w Suzhou i Hangzhou. W Pekinie powstało miasto z regularnie rozplanowaną częścią centralną, otoczone murami obronnymi, w których na osi głównych ulic umieszczono bramy wejściowe. Pałace i zespoły świątynne wyróżniały się wysokością i barwą. Miasto Zewnętrzne było zamieszkane przez kupców i rzemieślników. Od niego oddzielono murami i fosą Miasto Wewnętrzne z pałacami urzędników dworskich i książąt. W środku Miasta Wewnętrznego, za kolejnymi murami i fosą, znajdowało się Zakazane Miasto – kompleks pałacowo–ogrodowy, rozplanowany na 15 km², przeznaczony dla cesarza.
W Mieście Zewnętrznym umieszczono kompleks świątynny z Świątynią Niebios i Świątynią Urodzaju. Zabudowania z okresu dynastii Ming zostały w większości zniszczone, odbudowano je za panowania dynastii Qing.
Z czasów Ming pochodzi zbudowany w pobliżu miasta zespół 13 grobowców cesarskich (XV – XVII wiek). Do nekropoli prowadzi droga duchów, wzdłuż której ustawiono 24 wielkie rzeźby zwierząt i 12 posągów strażników. Sam kompleks grobowców to zespół zabudowań o charakterze świątynnym z wieżami i podziemnymi kryptami. Do wnętrza grobowca prowadzą masywne wrota, za nimi przedsionek i sala ofiar z marmurowymi tronami władców. W kolejnej sali umieszczono wiele darów, a za nią, we właściwej krypcie – sarkofagi z czerwonej laki i przedmioty przeznaczone do osobistego użytku cesarza. Miasto zmarłych przypomina założenia pałacowe.

## Okres dynastiiQing(1644–1911)

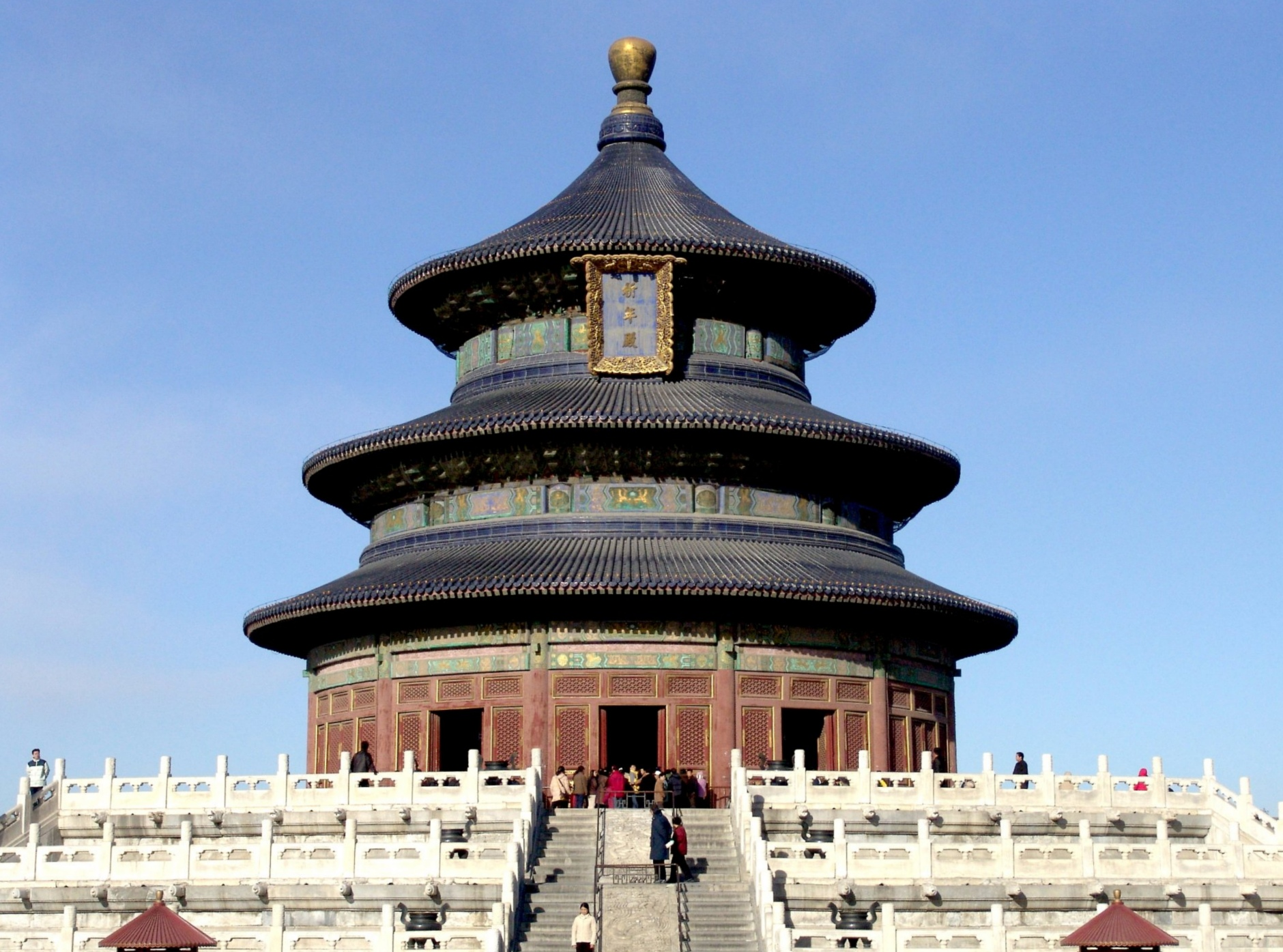
Ołtarz Niebios – Tiantan

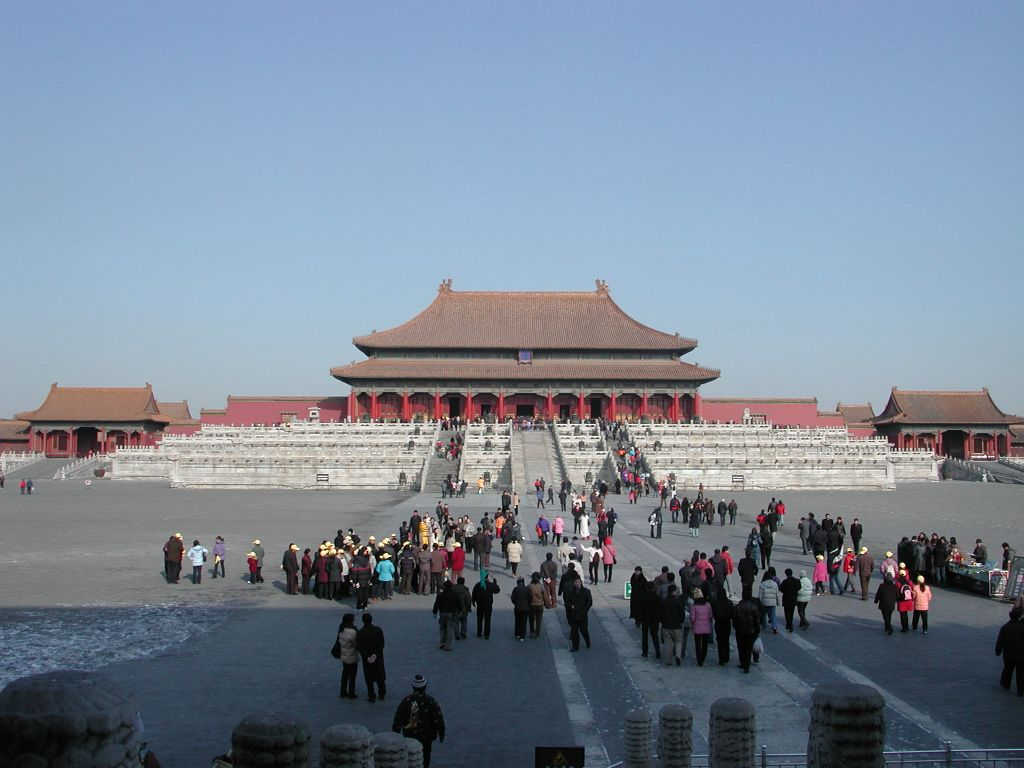
Zakazane Miasto – Pawilon Najwyższej Harmonii

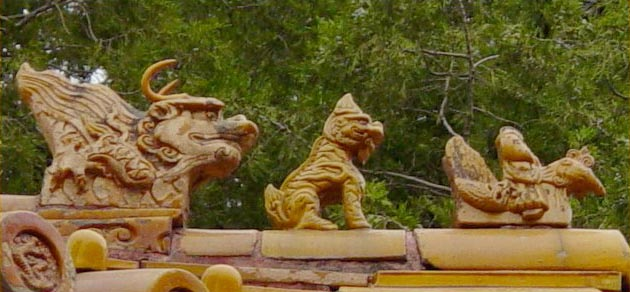
Zakazane Miasto – Ozdobne rzeźby na kalenicy dachu

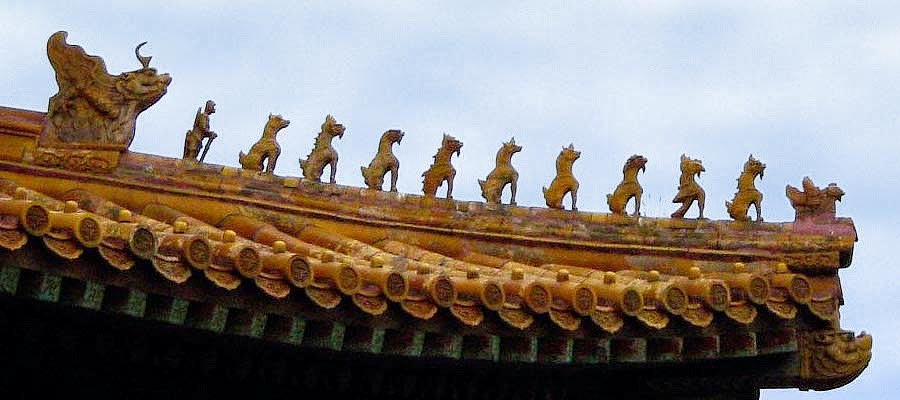
Zakazane Miasto – ozdoby dachu Pawilonu Najwyższej Harmonii

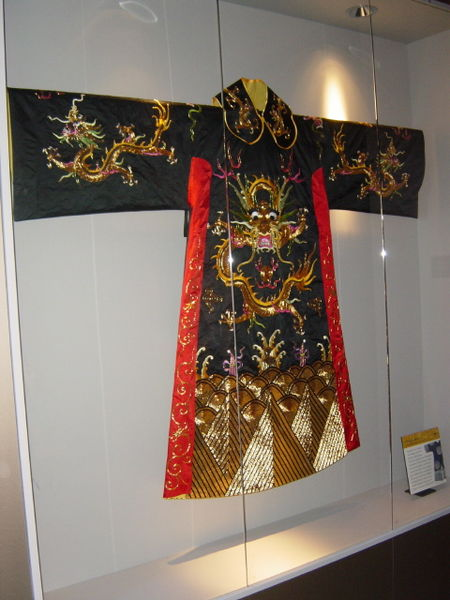
Replika jedwabnej szaty cesarskiej z okresu dynastii Qing

Dynastia mandżurska, panująca w sąsiedniej Mongolii i Korei, wykorzystała prośbę o pomoc przy tłumieniu trwających powstań chłopskich, obaliła panującą dynastię Ming i przejęła władzę jako dynastia Qing. Po rozkwicie, który przyniosły rządy pierwszych władców, kraj popadł w okres stagnacji. Od połowy XIX wieku nasilały się wpływy mocarstw europejskich. Chiny stały się krajem półkolonialnym. Na skutek tendencji reformatorskich w 1911 obalono cesarstwo, a Chiny stały się republiką.
Za panowania dynastii Qing nasiliły się wpływy sztuki europejskiej. Obrazy przywożone przez jezuitów pod koniec panowania dynastii Ming zainteresowały chińskich twórców, którzy próbowali je kopiować (np. Dong Qichang), przyswajając m.in. technikę malowania farbami olejnymi. Dla odmiany, jeden z jezuitów, Giuseppe Castiglione, nazywany w Chinach Lang Shining, opanował chińską technikę malowania tuszem i korzystał z niej w swojej twórczości. Jezuici (Attirent i Sichelbarth) przebywający w Chinach zaprojektowali i wybudowali Letni Pałac w stylu rokoko (letnia rezydencja w Pekinie została wpisana na światową listę dziedzictwa kulturowego UNESCO w 1998). Tak elementy tradycyjne przeplatały się i łączyły z napływającymi doświadczeniami kultur europejskich.
Innym nurtem malarstwa były nadal istniejące szkoły kontynuujące rodzime tradycje malarstwa. Yun Shouping zasłynął z umiejętności oddania kwiatów samą barwną plamą, Gong Xian – jako malarz pełnych dramatycznego napięcia pejzaży. Jednocześnie pojawili się indywidualiści, których dzieła nie były związane z żadną z wcześniejszych szkół. Zhu Da malował zdecydowanymi uderzeniami pędzla, jego wykonywane w tuszu kompozycje o ograniczonej ilości elementów charakteryzowała zwartość. Kun Can, Shitao i Gao Qipei odrzucili pędzel – malując palcem, paznokciem i patykiem uzyskiwali niespotykane wcześniej efekty. Związani byli z taoizmem lub buddyzmem (chán), tworzyli kompozycje pejzażowe związane z poszukiwaniem istoty rzeczy.
Nad Wielkim Kanałem działała tzw. grupa Ośmiu Ekscentryków z Yangzhou (wśród nich był Jin Nong), w swojej twórczości nawiązująca do dawniejszej twórczości mistrzów – mnichów buddyjskich.
Zamiłowanie do dekoracyjności i zapotrzebowanie rynków europejskich (w Europie w XVIII wieku w sztuce panował barok) przyczyniły się do wytwarzania cztero- i pięciobarwnej ceramiki, w której kolor niebieski (kobaltowy) nanoszono przed szkliwieniem, pozostałe barwy: żółtą, zieloną, czerwoną i czarną – na szkliwie. Naczynia zdobione były bogatą, wieloelementową dekoracją złożoną z kwiatów, ptaków, pejzaży i scen rodzajowych. Manufaktury chińskie produkowały także ceramikę na zamówienie według dostarczanych wzorów oraz porcelanowe figurki kupców i żeglarzy. Ten eksport powodowany był panującą w Europie modą na chinoiserie.
Podczas rządów Kangxi rozpoczęto produkcję naczyń z pokrywą ozdobioną motywami topniejącego lodu odsłaniającego rozkwitające gałązki śliwy – chińskiego symbolu wiosny. Inne cenne naczynia tego okresu to pokryte jednobarwną glazurą w kolorze błękitnym lub ciemnej czerwieni.
W architekturze, podobnie jak w innych dziedzinach sztuki, nadmiar dekoracji przytłacza formę. Wspornikom dachowym nadaje się bardzo skomplikowane formy, wszystkie elementy budowli zdobi się bogatą polichromią. Przykładem takiej architektury jest największa lamaistyczna świątynia Pekinu – Yonghegong (Pałac Harmonii i Pokoju) złożona z sześciu budynków z mnogością dekoracji. Pierwotnie budowla powstała (w 1694) jako pałac księcia Yonghe z dynastii Qing (stąd nazwa). Zamieniony został on w świątynię dopiero w 1744, po przeniesieniu się księcia do Zakazanego Miasta.
W Pekinie, w Mieście Zewnętrznym, na osiach czterech podstawowych kierunków świata, wzniesiono cztery zespoły świątynne:
- na południu – Ołtarz Niebios, przykryty niebieskimi dachami,
- na północy – Ołtarz Ziemi z żółtymi dachami,
- na wschodzie – Ołtarz Słońca z czerwonymi dachami
- na zachodzie – Ołtarz Księżyca z białymi dachami.

Każda ze świątyń składała się z ołtarza, na którym cesarz składał ofiary, pawilonu, w którym przygotowywał się do uroczystości i pawilonu, w którym przygotowywano zwierzęta na ofiarę. Ocalała jedynie Świątynia Niebios (Tiantan), na której ołtarzu w noc zimowego przesilenia cesarz składał tradycyjną ofiarę Niebu i bóstwu Shangdi. Pierwsze jej zabudowania powstały w 1420 r., za panowania dynastii Ming. W zachowanej formie została przebudowana w XVIII wieku. Wzdłuż jednej osi usytuowano trzy główne elementy świątyni:
- Kolisty Ołtarz Niebios Yuanqiutan – ustawiony na trzystopniowym marmurowym tarasie. Każdy taras otacza ażurowe, rzeźbione ogrodzenie. Z czterech stron w jego kierunku prowadzą ceremonialne schody, po 9 stopni pomiędzy każdym z poziomów tarasu. Średnica najwyższego poziomu ma 90,0 m średnicy.
- Pawilon Firmamentu Huangqiongyu – zbudowany w 1530. Przechowywano w nim tablice używane podczas ceremonii (tablice Ducha Najwyższego Władcy Wszechświata)
- Świątynia Modłów o Urodzaj Qiniandian – zbudowana w 1889, budowla na planie koła o średnicy 27,5 m. Świątynia została zbudowana na wysokim trzystopniowym tarasie (wysokość tarasu wynosi 6,0 m, a jego średnica 90,0 m), której każdy stopień otoczony jest balustradą zwaną Murem Powracających Dźwięków. Przykrywa ją trójkondygnacyjny dach. Wysokość świątyni wynosi 36,5 m.
- Łączy je Droga Duchów.

Świątynia Niebios została wpisana na światową listę dziedzictwa kulturowego UNESCO w 1998.

## Republika Chińska (1911-1949)
W okresie po obaleniu cesarstwa nasiliły się wpływy sztuki europejskiej. Zwolennicy Ruchu 4 Maja pragnęli modernizacji i reform, co znalazło odzwierciedlenie w sztuce i literaturze.

## Maoizm (1949-1978)
W pierwszych dekadach po powstaniu Chińskiej Republiki Ludowej sztuka w Chinach powstawała głównie na ideologiczne zamówienie. Kwitła chińska wersja socrealizmu, której przykłady zachowały się w Pekinie. To m.in. Pomnik Bohaterów Ludu oraz Mauzoleum Mao Zedonga na Placu Tian’anmen. Wielki rozkwit przeżył również plakat propagandowy, który dziś cieszy się zainteresowaniem wśród miłośników socrealizmu.

## Odrodzenie sztuki współczesnej
W latach 80. na fali odwilży politycznej w Chinach pojawiła się nowoczesna rzeźba, malarstwo i performance. Otwarta w 1989 w Pekinie wystawa „China Avant-Garde” czynna była tylko przez dwa tygodnie. Sztukę lat 80. cechuje optymizm, niekiedy naiwność.
Masakra na placu Tian’anmen zapoczątkowała krytyczny nurt w malarstwie, zwany realizmem cynicznym. W pierwszej połowie dekady, niezależni artyści pozbawieni możliwości działania w przestrzeni publicznej, kierowali się ku rejestrowanej kamerą wideo sztuce performance, a także ku prywatnym wystawom organizowanym w domach. Sztukę tę cechuje egzystencjalizm, fascynacja cielesnością, indywidualizm.
Pod koniec XX wieku chińscy artyści, wzorem artystów zachodnich coraz częściej sięgają po prowokację. Na biennale w Szanghaju w 2002, Zhu Yu ugotował w kuchence sześciomiesięczny martwy płód, rzekomo wykradziony ze szpitala, po czym go zjadł. Wystawa pt. Fuck Off prezentowała fotografię dłoni w obraźliwym geście na tle m.in. Białego Domu i Zhongnanhai.
W XXI wieku ma miejsce rosnące zainteresowanie kolekcjonerów sztuką chińską a ceny chińskich dzieł sztuki rosną. Chociaż chińskie władze próbują ograniczać artystów poruszających tematykę polityczną i społeczną, istnieją opinie że swoboda artystycznej ekspresji w Chinach niewiele ustępuje tej w krajach zachodnich.

### Chronologia chińskiej sztuki współczesnej
- 1976 – Umiera Mao Zedong, kończy się rewolucja kulturalna. Po unicestwieniu bandy czworga, następuje stopniowa deidologizacja wszystkich sfer życia.
- 1979 – Po odprężeniu, które nastąpiło wraz z objęciem władzy przez Deng Xiaopinga, w chińskiej sztuce pojawiają się dwa nowe nurty, m.in. „malarstwo blizn” i „gwiazdy”. Chińscy artyści zaczynają się interesować i inspirować zagraniczną sztuką. „Malarstwo blizn” – poruszało tematy związane z krzywda, która przyniosła rewolucja kulturalna. „Gwiazdy” – to grupa awangardowych artystów samouków, którzy na przełomie lat 70. i 80. rzucili wyzwanie zarówno ówczesnej estetyce jak i władzy, dokonując szeregu prowokacji, tj. np. własna wystawa na ulicy, naprzeciw Galerii Narodowej w Pekinie.
- 1980 – pojawia się prąd nazywany „realizmem wiejskim”, który wywarł wpływ także na literaturę i kino. Prąd ten tworzą ludzie, którzy jako licealiści i studenci zostali zesłani na wieś podczas rewolucji kulturalnej. Z jednej strony dekonstruują oni maoistowski ideał wsi, z drugiej – zachwycają się przyrodą, prostym życiem, biologicznością i innymi tematami, które do tej pory były interpretowane wyłącznie przez pryzmat polityki. „Realizm wiejski” – trend w malarstwie, literaturze i kinie, przedstawiający życie na wsi w realistyczny sposób (w przeciwieństwie do propagandowego ujęcia komunistów, w myśli maoistowskiej chłopi byli tak ważni jak proletariat u Marksa), który wywarł wpływ także na literaturę i kino. To nim inspirował się Chen Kaige kręcąc „Żółtą ziemię”, czy Zhang Yimou, kręcąc „Czerwone sorgo” czy „Zawieście czerwone latarnie”
- 1982–1984 – propagandowa Kampania Przeciw Zanieczyszczeniom Duchowym ma na celu ostudzić reformatorski zapał intelektualistów i artystów.
- 1985 – Na fali kolejnego odprężenia, rodzi się przełomowy dla chińskiej awangardy Ruch ’85. W kraju powstaje ponad 80 nieformalnych grup artystycznych, które w ciągu dwóch lat zorganizowały ponad 150 wydarzeń z udziałem ponad 2 tys. artystów. „Ruch ‘85” – odrzucał oficjalną kulturę, afirmował indywidualizm, wolność wypowiedzi, awangardę. Odrzucał tradycyjną sztukę chińską i socrealizm, zwracając się ku sztuce Zachodu, szczególnie ku surrealizmowi, dadaizmowi, pop-artowi i sztuce konceptualnej. Główne postaci: Wang Guangyi, Zhang Peili, Geng Jianyi, Huang Yong Ping, Wenda Gu i Wu Shanzhuan. „Racjonaliści” – powstały w ramach ruchu ’85 nurt malarstwa pragnący łączyć tradycje Wschodu i Zachodu; „Prąd życia” – nurt malarstwa w ramach ruchu ’85, odrzucający miasto, promujący wieś, regionalizm, afirmujący indywidualizm, który zdaniem artystów został stłumiony przez komunistyczna kolektywizacje. „Xiamen Dada” – grupa Huang Yong Pinga, próbująca łączyć dadaizm z buddyzmem Zen.
- 1986–1988 – kolejne ochłodzenie, kampania wymierzona w „burżuazyjny liberalizm” ogranicza rozwój awangardy; fascynacja Zachodem jest krytykowana jako „hurtowa okcydentalizacja”.
- kwiecień 1987 – pierwsza ogólnokrajowa wystawa awangardzistów nie dochodzi do skutku, bo władze zakazują organizującym ją instytucjom komunikować się ze sobą.
- luty 1989 – ogólnokrajowa wystawa chińskiej awangardy dochodzi do skutku w Pekinie. Zostaje zamknięta po dwóch tygodniach.
- 4 czerwca 1989 – po masakrze na placu Tian’anmen, represje dotykają także artystów. Wielu opuszcza kraj, inni nastawiają się na prezentowanie swoich prac wyłącznie za granicą. Wypływające z ducha ruchu ’85 idealistyczne nastawienie chińskiej awangardy umiera. Rodzą się dwa nowe nurty „pop polityczny” i „realizm cyniczny”. „Pop polityczny” – zapoczątkowano go na wystawie w lutym '89 Wang Guangyi, malując portrety Mao Zedonga w stylu podobnym do Andy'ego Warhola. Tak jak pop-art żywi się ikonami popkultury, pop polityczny używa ikon politycznej propagandy chińskiej. „Realizm cyniczny” – proponuje wszechobecna drwinę, także z samego siebie. Pokazuje najnudniejsze aspekty codziennego życia, przebija zeń beznadzieja.
- 1992 – Po dwóch latach znowu następuje odwilż, druga ogólnokrajowa wystawa awangardy w Kantonie.
- 1994 – Z braku wsparcia ze strony władz, awangardziści szukają nowych sposobów na prezentacje swojej sztuki. W Pekinie rodzi się zjawisko „sztuki mieszkaniowej” – artyści wystawiają we własnych mieszkaniach.
- 1995 – Chińska sztuka przyciąga uwagę na Biennale w Wenecji.
- 1999 – złożona z prac 60 chińskich artystów wystawa „Inside out” objeżdża USA, podsycając zainteresowanie chińską sztuką za oceanem.
- 2000 – pierwsze biennale w Szanghaju, na którym wystawa „fuck off” zostaje zamknięta po dwóch tygodniach. Pojawiły się na niej m.in. zdjęcia dłoni wygrażającej obelżywym gestem zarówno Zakazanemu Miastu, jak i Białemu Domowi, czy zdjęcia artysty Zhu Yu jedzącego ugotowany, sześciomiesięczny płód kupiony w kostnicy. – Wolność artystycznej wypowiedzi zbliża się w Chinach do zachodnich standardów – komentują krytycy.
- 2002 – II biennale w Szanghaju
- 2003 – po raz pierwszy Chiny miały mieć swój pawilon w Wenecji, ale wybuch epidemii SARS pokrzyżował te plany.

## Literatura
- Sztuka świata, t. 2 – Wydawnictwo Arkady, ISBN 83-213-3508-X.